# 10515 Old Joe

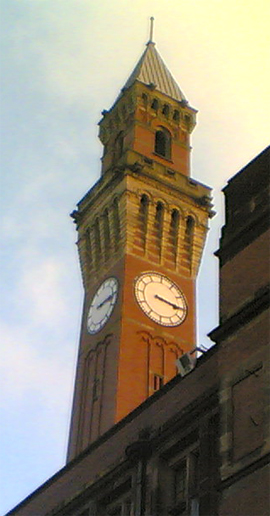
La torre "Old Joe" che da il nome all'asteroide

10515 Old Joe è un asteroide della fascia principale. Scoperto nel 1989, presenta un'orbita caratterizzata da un semiasse maggiore pari a 2,5751692 au e da un'eccentricità di 0,2542164, inclinata di 5,40663° rispetto all'eclittica.
L'asteroide è dedicato alla Joseph Chamberlain Clock Tower, la torre-orologio più alta del mondo, situata nell'Università di Birmingham e soprannominata "Old Joe" dagli studenti.